# Тананарів Дю
Тананарів Дю (англ. Tananarive Due, нар. 5 січня 1966, Таллахассі, Флорида, США) — американська письменниця та викладачка.

## Біографія
Народилася 5 січня 1966 року в Таллахассі, Флорида, США. Своє ім'я отримала на честь столиці Мадагаскару — Антананаріву. Дочка активістів за громадянські права. 1960 року її матір провела сім тижнів у в'язниці через те, що взяла участь у демонстрації проти расової дискримінації. Згідно зі спогадами самої письменниці, коли їй виповнилося всього три роки, вона обсипала себе тальком, аби здаватися білою (у 60-ті у Флориді все ще було важко знайти навчальний заклад, який би прийняв чорношкіру дитину).
1987 року отримала ступінь бакалавра з журналістики у Північно-Західному університеті, а вже наступного року закінчила магістратуру Університету Лідса, де спеціалізувалася на англійській літературі із нахилом на нігерійську літературу. У 1990-х працювала колумністом та нарисовцем у газеті «Маямі Геральд». Викладала на семінарах наукової фантастики та фентезі «Кларіон» в Університеті штату Мічиган та Університеті Маямі. Ба більше, також викладала креативне письмо на конференції «Імеджінейшн» у Клівлендському університеті. Разом із Стівеном Кінгом виступала у складі гурту Rock Bottom Remainders, де грала на клавішних та співала на бек-вокалі.
Свою письменницьку кар'єру розпочала 1995 року, опублікувавши свій перший роман — «Посеред». Сьогодні найбільш відома серією книг «Безсмертні Африки», куди увійшли такі романи: «Збереження моєї душі» (1997), «Живильна кров» (2001), «Колонія крові» (2008) та «Позбавлення моєї душі» (2011).
1998 року вийшла заміж за Стівена Барнса, письменника у жанрі наукової фантастики. Разом із чоловіком та сином Джейсоном живе в Південній Каліфорнії, де викладає креативне письмо для магістрів Університету Антіохії (Лос-Анджелес).

## Нагороди та визнання
- Номінація на Премію Брема Стокера за роман «Посеред» (англ. The Between)
- Номінація на Премію Брема Стокера за роман «Збереження моєї душі» (англ. My Soul to Keep)[4]
- Номінація NAACP Image Award за роман «Чорна троянда» (англ. The Black Rose)
- NAACP Image Award за роман «У спекотну ніч: Роман Теннісон Гардвік» (англ. In the Night of the Heat: A Tennyson Hardwick Novel, у співавторстві з Блер Андервуд та Стівеном Барнсом)[5]
- Американська книжкова премія за роман «Живильна кров» (англ. The Living Blood)
- Премія Брендона Кіндреда 2008 року за повість «Літо привидів» (англ. Ghost Summer), яка з'явилась у збірці «Нащадки» (англ. The Ancestors, 2008)[6]
- Британська премія фентезі 2016 року за збірку оповідань «Літо привидів» (англ. Ghost Summer).

### Романи

#### Фантастика
- The Between (1995) — «Посеред»
- The Good House (2003) — «Добрий будинок»
- Joplin's Ghost (2005) — «Привид Джоплін»

##### Серія «Безсмертні Африки»
- My Soul to Keep (1997) — «Збереження моєї душі»
- The Living Blood (2001) — «Живильна кров»
- Blood Colony (2008) — «Колонія крові»
- My Soul To Take (2011) — «Позбавлення моєї душі»

#### Детективи
- Naked Came the Manatee (1996) (один із авторів) — «Голим прийшов Ламантин»

##### Романи про Теннісон Гардвік
- Casanegra (2007; у співавторстві з Блер Андервуд та Стівеном Барнсом) — «Касанегра»
- In the Night of the Heat (2008; у співавторстві з Блер Андервуд та Стівеном Барнсом) — «У спекотну ніч»
- From Cape Town with Love (2010; у співавторстві з Блер Андервуд та Стівеном Барнсом) — «З Кейп Таун з любов'ю»
- South by Southeast (2012; у співавторстві з Блер Андервуд та Стівеном Барнсом) — «Південь південного сходу»

### Оповідання
- «Like Daughter», Dark Matter: A Century of Speculative Fiction from the African Diaspora (2000) — «Як дочка»
- «Trial Day», Mojo: Conjure Stories (2003) — «День судового процесу»
- «Aftermoon», Dark Matter: Reading the Bones (2004) — «Після місяця»
- «Senora Suerte», The Magazine of Fantasy & Science Fiction[7] (2006) — «Сеньйора Суерте»
- The Lake (2011) — «Озеро»

### Інші твори
- The Black Rose, книга про Мадам Сі Джей Вокер[8] (2000)
- Freedom in the Family: A Mother-Daughter Memoir of the Fight for Civil Rights (2003) (з Патрицією Стефенс Дю) — «Свобода у сім'ї: Мемуари матері та дочки про боротьбу за громадські права»
- Devil's Wake (з Стівеном Барнсом) (2012) — «Пробудження диявола»
- Domino Falls (2013) — «Доміно паде»
- Ghost Summer (Збірка) (2015) — «Літо привидів»